# سفارة نيوزيلندا في فرنسا
سفارة نيوزيلندا في فرنسا هي أرفع تمثيل دبلوماسي لدولة نيوزيلندا لدى فرنسا. تقع السفارة في وهي تهدف لتعزيز المصالح النيوزيلندية في فرنسا.

## وصلات خارجية
- الموقع الرسمي
- قائمة سفارات نيوزيلندا
- قائمة السفارات في فرنسا